# Кирилловка (Белебеевский район)
Кирилловка (баш. Кирилловка) — деревня в Белебеевском районе Республики Башкортостан Российской Федерации. Входит в состав Рассветовского сельсовета.

## География

### Географическое положение
Расстояние до:
- районного центра (Белебей): 15 км,
- центра сельсовета (Алексеевка): 8 км,
- ближайшей ж/д станции (Аксаково): 25 км.

## История
Название происходит от фамилии Кириллов .

## Население
| 2002 | 2009 | 2010 |
| ---- | ---- | ---- |
| 211  | ↘206 | ↗211 |

Национальный состав
Согласно переписи 2002 года, преобладающая национальность — русские (46 %).